# Dżifna
Dżifna (arab. ‏جفنا‎, Jifnā) – wieś w Palestynie, w muhafazie Ramallah i Al-Bira. Według danych szacunkowych Palestyńskiego Centralnego Biura Statystycznego w 2016 roku miejscowość liczyła 2196 mieszkańców.
Pozostałości kościoła z czasów bizantyjskich w Dżifnie świadczą o istnieniu wspólnoty chrześcijańskiej przed podbojem muzułmańskim; choć sama wspólnota przetrwała do dziś, a miejscowość nadal jest zamieszkiwana głównie przez chrześcijan.
Dżifna ma lokalne tradycje i legendy związane ze Świętą Rodziną i wiejskim życiem. Według legendy mieszkańców Dżifny, Święta Rodzina spoczywała w pobliżu dębu w drodze z Jerozolimy.
Jest również znana z festiwalu zbiorów moreli.